# بهومن شاه
بهومن شاه (به انگلیسی: Bhoman Shah) یک شهرک در پاکستان است که در ناحیه اوکارا واقع شده‌است.